# Ellipes guyanensis
Ellipes guyanensis är en insektsart som först beskrevs av Salfi 1935.  Ellipes guyanensis ingår i släktet Ellipes och familjen Tridactylidae. Inga underarter finns listade i Catalogue of Life.